# Elfenland
Elfenland est un jeu de société créé par Alan R. Moon en 1998 et édité par Amigo.
Pour 2 à 6 joueurs, à partir de 10 ans pour environ 1 heure.

## Récompense
- Spiel des Jahres  1998

## Extension
Elfengold est une extension pour Elfenland.